# リベリアの歴史
本項では、リベリアの歴史（リベリアのれきし）について述べる。リベリアは1821年以降の入植を経て1847年に独立を宣言し、アメリコ・ライベリアンによる支配体制が1980年まで続いたのち、軍事クーデター、2度の内戦を挟みつつも、内戦後は比較的政治が安定している。

## 入植前（-1821年）

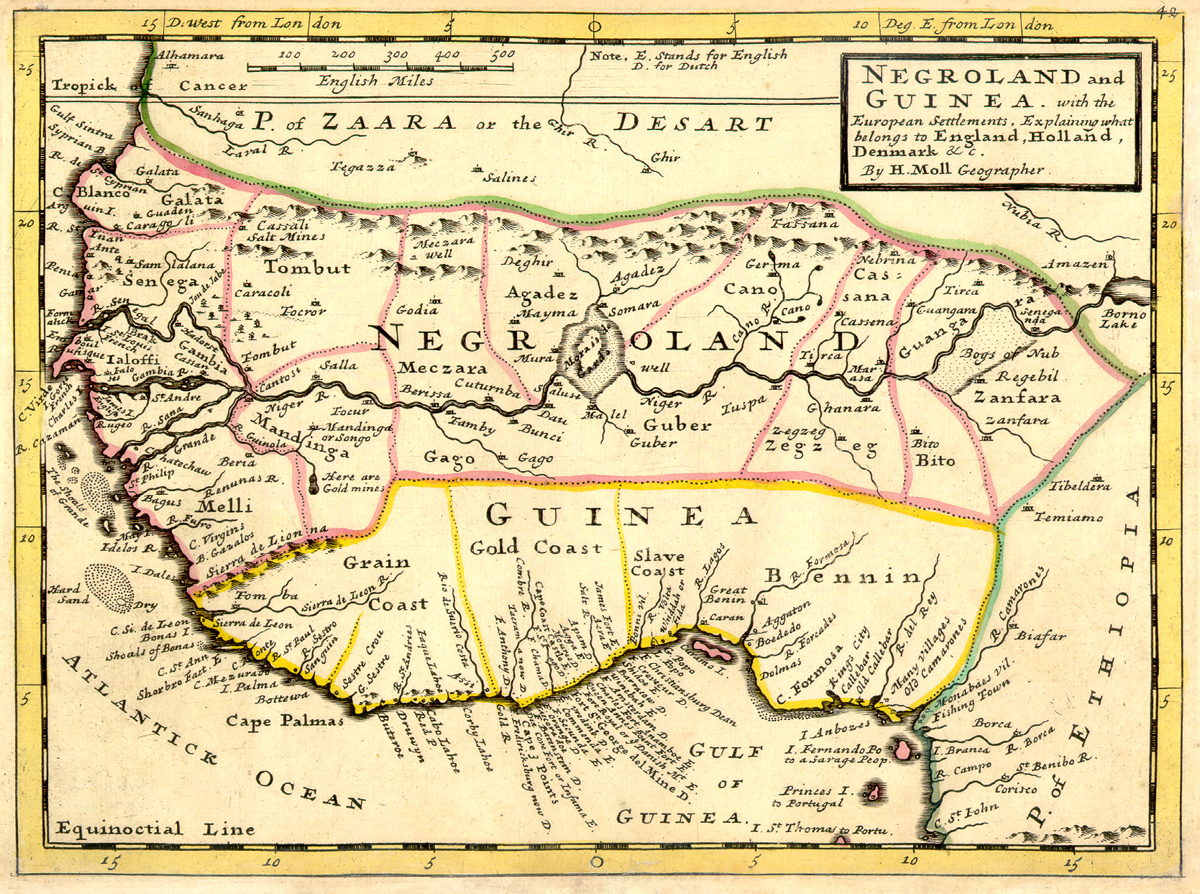
1729年の西アフリカの地図

リベリアの先住民は、12世紀から16世紀にかけて、北方と東方のサバナから移動してきたものと推定されている。リベリアの沿岸地帯では1461年のペドロ・ダ・シントラ来訪以降ヨーロッパ人と先住民との間で交易が行われるようになり、胡椒に似た種子（ギニアショウガ）を手に入れたヨーロッパの航海者が、この地を胡椒海岸と名づけている。

## 入植・建国（1821年-1847年）
1816年、アメリカ合衆国で黒人解放奴隷をアフリカに再入植させることを目的としてアメリカ植民協会が創設された。1808年に奴隷貿易を禁じていたアメリカ合衆国政府は積極的にこの植民計画を支援していた。1818年にアフリカ西海岸で植民場所の調査を終えて帰国したエベネザー・バージェスの報告に基づき、1820年1月、86人の黒人移住者と3人の監督官を乗せてエリザベス号がニューヨーク港を出港した。当時イギリスの統治下にあったシエラレオネのフリータウンを経由し、同年春にシャーブロ島に到達した一行だったが、この島は資源に乏しい沼地で、黄熱病やマラリアなどの蔓延により半数が死亡する事態となった。この事態を受けて派遣されたロバート・ストックトンは1821年12月、様々な品物と引き換えにシエラレオネから南東に約250マイル離れた地域の土地を獲得する契約を現地の王 (King Peter)と結んだ。
こうして得た植民地はラテン語のLiberにちなんでリベリアと命名され、建設された町はアメリカ合衆国のジェームズ・モンロー大統領にちなんでモンロビアと命名された。しかしながら、植民地は度々先住民の攻撃にさらされ、また風土病に対して免疫性を持っていなかった入植者の死亡率も高く、入植から20年経過した1842年時点でもなお死亡率が32パーセントと報告されていた。
モンロビアをはじめ、ブキャナン、ハーパーなど、当初の植民地は沿岸部に集中していたが、キリスト教の宣教や先住民の同化、ヨーロッパ諸国によるアフリカ分割を背景として、内陸部への拡大が進められ、現在のリベリア共和国の領土は1875年末までにほとんど確定することとなる。植民計画の大部分は1867年ころまでに終わり、J. Gus Liebenowによれば1822年から1868年にかけて1万3236人の黒人解放奴隷が入植した。この間、アメリカ植民協会と黒人の間で権力闘争が続く中で、黒人への権限委譲が進められ、1834年時点ではアメリカ植民協会の管理者評議会が最高権力機関として現地の政治を左右していたが、黒人は副総督や行政職長官に任命されたり、予算案や公共福祉の立法権を得るなどの高度の自治権を有していた。1841年にはトマス・ブキャナン総督の病死を受けて副総督のジョセフ・ロバーツが黒人初の総督に昇格する出来事もあった。
| 独立時に制定された国旗（左）と独立宣言の直前に制定された国章（右）。国章には解放奴隷の移住を象徴する船が配されており、国旗はアメリカ合衆国の国旗を窺わせるデザインになっている。 |  | 独立時に制定された国旗（左）と独立宣言の直前に制定された国章（右）。国章には解放奴隷の移住を象徴する船が配されており、国旗はアメリカ合衆国の国旗を窺わせるデザインになっている。 |
| 独立時に制定された国旗（左）と独立宣言の直前に制定された国章（右）。国章には解放奴隷の移住を象徴する船が配されており、国旗はアメリカ合衆国の国旗を窺わせるデザインになっている。 |  | |

1838年、9人の黒人が連名でモンロビア草案と呼ばれる新憲法草案を提出すると、アメリカ植民協会側はこれを受け入れなかったが、イギリス人やフランス人の活動を制限したい思惑もあって、独立への動きを加速させ、独自に憲法草案を作成した上で1839年1月に草案を採択し、リベリア連邦の誕生を宣言した。しかし、主権国家たるリベリアは貿易を管理する権力を有すると主張するアメリカ植民協会に対し、諸外国はリベリアを「単なる私的な会社や植民者の集まり」としか見なさず、アメリカ合衆国自体リベリア問題をめぐり消極的なのもあって、外国人貿易商は関税や波止場使用料を支払うことなく交易を続けていた。この状況を好機とみた黒人たちはアメリカ植民協会やアメリカ合衆国政府との協議を経て、1847年7月にリベリア独立を宣言し、リベリア憲法を公布した。独立宣言はアメリカ独立宣言を参考にしたことが窺えるものとなり、憲法に関してもアメリカ植民協会に起用されたシモン・グリーンリーフの助言を受けつつ、合衆国憲法を基本にした形となっている。独立はヨーロッパ諸国やかつて植民地だった国から承認され、アメリカ合衆国も1862年に国家承認した。

## 建国後（1847年-1980年）

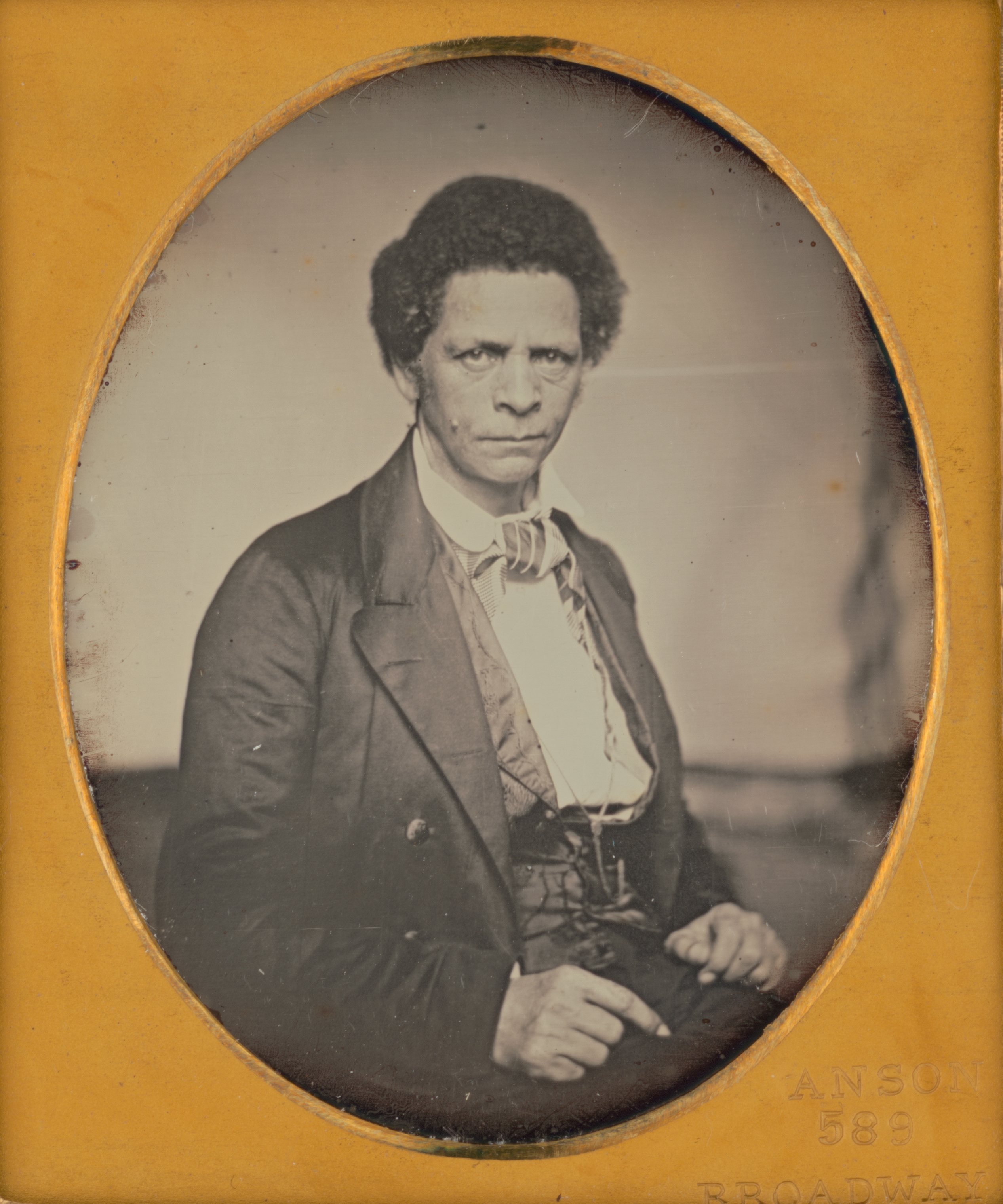
初代大統領ジョセフ・ジェンキンス・ロバーツ

初代リベリア大統領にジョセフ・ジェンキンス・ロバーツ（任期1848年 - 1856年）が就任。1854年メリーランド・アフリカ植民地がメリーランド共和国として独立を宣言するが、1857年リベリア共和国に併合。1870年にイボ人のエドワード・J・ロイが大統領に就任するが1871年のクーデターで失脚し、1872年から1876年の間は初代のロバーツが再び大統領を務める。
独立から1870年までは共和党政権が続いていたが、真正ホイッグ党が結党されると、1878年に同党による事実上の一党制が成立し、1980年まで102年にわたって一党支配が続いた。1903年、アーサー・バークレーが大統領に選ばれ、1904年も大統領に再選される。このころ隣接地域を植民地化していたイギリスとフランスに内陸部の領土を奪われるのではないかという懸念が浮上しており、1905年に部族の首長を介して内陸部の住民を統治する間接統治が成立した。間接統治はダニエル・E・ハワード政権（1912年 - 1920年）、チャールズ・D・B・キング政権（1920年 - 1930年）を通して直接統治に転換され、1923年の行政単位の再編成においては伝統的な部族社会の境界線を無視して地区が策定され、その分首長の力が弱められるなどしている。
独立時点のリベリアでは、住民は白人との混血である解放奴隷のムラート、純アフリカ系の解放奴隷の黒肌、ギニア湾で奴隷船から解放された奴隷のコンゴ、土人（先住民）のいずれかに分類されていた。解放奴隷の子孫たちはアメリコ・ライベリアンと呼ばれ、人口の上では数パーセントを占めるに過ぎない少数派であるが権力を握り、1980年の軍事クーデターまで先住民に対する差別政策が維持された。また、当時のリベリアの主要輸出作物だった高品質のコーヒーと砂糖がブラジルやキューバとの価格競争で敗れ、1870年代から長期の経済不況になり、国家財政破綻を伴う約50年間に及ぶ経済の停滞が続いた。
アメリカ合衆国との密接な関係は20世紀に入っても続き、1926年、アメリカのファイアストーン社に対し、100万エーカーのゴムノキ農園用地を99年間貸与することと引き換えに財政援助を受ける契約を結んでおり、1934年にはゴムが輸出されるようになった。第二次世界大戦中にはアメリカの空軍基地建設と港湾施設の改築が行われている。
キング政権の末期、1927年の大統領選挙の候補者だったトーマス・フォークナー (Thomas J. R. Faulkner)が、リベリア政府高官が加担して、労働者がスペイン領フェルナンドポー島（現赤道ギニアのビオコ島）へ船積みされているなど、奴隷貿易や強制労働が存在すると主張し、国際連盟の調査に繋がった。調査委員会による報告書では、ある程度の根拠があること、そして副大統領ら高官の関与をほのめかした。報告書を受け、議会はキング大統領の弾劾手続きに着手したが、キングは弾劾される前に副大統領とともに辞任した。後継者としてアーサー・バークレー元大統領の甥、エドウィン・バークレーが大統領となる。
1944年、ウィリアム・V・S・タブマンが大統領選に当選し、以降1971年まで務める。同大統領は、門戸開放政策で民間の外資を積極的に呼び込んだほか、統一化政策を打ち出してアメリコ・ライベリアンと先住部族との経済的、政治的、社会的な格差を緩和することで融和を図った。1944年の憲法改正で内陸部に選挙区をもうけ、条件付きながら先住民の参政権を認め、婦人参政権も導入された。立法・司法・行政で先住民が登用されるようにもなり、公文書においては先住民に差別的とされた表現が控えられるようになった。
経済面では戦後の需要急増に合わせてゴムが増産され、1951年時点でファイアストーン社が納める法人税は国庫歳入の26%を占めるまでになった。1950年代以降は鉄鉱石産業が発展するようになり、1960年代には鉄鉱石の輸出量がピークに達した。依然として続くアメリコ・ライベリアンの支配体制に批判はあったが、タブマンは大統領選挙で都度対立候補を「不自然なほどの大差」で下し続け、政権はタブマンが1971年に死去するまで続いた。その後、副大統領だったウィリアム・R・トルバートが大統領に就任し、タブマンの政策の継承路線をとった。1975年の再選に際してはリベリア初の開発四カ年計画を発表し、部族民の居住地の開発に焦点が当てられた。

## 軍事クーデター・内戦（1980年-2003年）

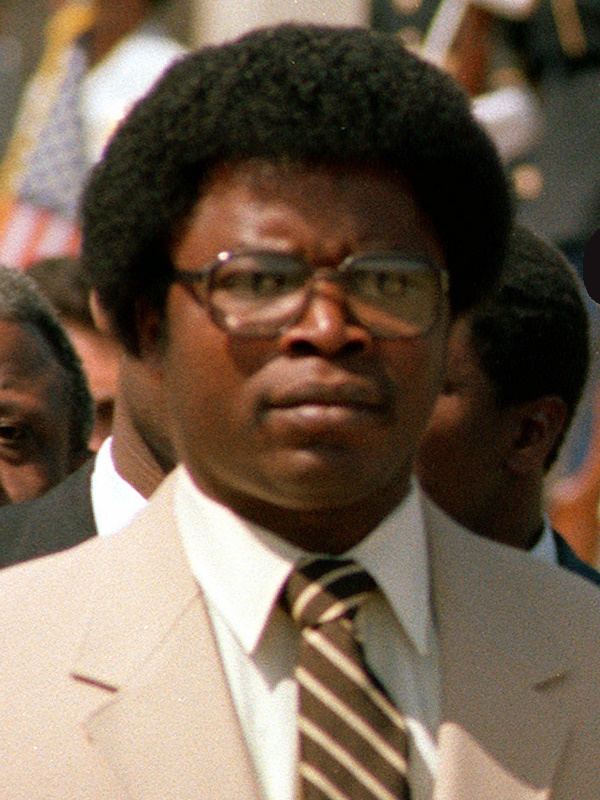
サミュエル・ドウ

1979年、政府の米価の値上げ発表に対して反対デモが起こり、当局の武力弾圧で数百人が死傷する事態となった。デモを主導したリベリア進歩同盟は1980年1月に人民進歩党へと発展的に解消された。アメリコ・ライベリアン中心主義に反対し、トルバートの退陣を要求する人民進歩党への弾圧が進められる中、1980年4月、リベリア先住部族クラン族出身のサミュエル・ドウ曹長ら陸軍下士官17人によるクーデターが発生し、アメリコ・ライベリアンの支配が終わった。しかし、トルバート政権関係者の公開処刑や死体の公開埋葬など、過剰な報復行為には国際的に厳しい目が向けられ、発足当時はアフリカ統一機構や西アフリカ諸国経済共同体（ECOWAS）から参加を拒否されていた。
ドウは将来の民政移管を公言し、1984年には民政移管に向けた第二共和国憲法が国民投票で承認されているが、一方でその統治期間は同族のクラン族に偏重しており、粛清が横行していた。たとえば軍人の多数はロマ族だったにもかかわらず、クーデター後成立した人民救済評議会や内閣の構成員はクラン族に偏っていた。1985年10月の大統領選挙では得票率51%で当選するも、選挙半年前から自身の暗殺を試みたとして政党指導者数人を拘束したほか、自身の影響下にある人物を選挙管理委員長に任命していたことから、結果には国内外で疑問の声があがっている。
11月12日、ギオ族出身のトーマス・クィウォンパがドウ政権に反発し、シエラレオネからリベリアに侵入し軍事クーデターを試みるが、15日に政府軍に反撃され処刑された。その後、ドウはクラン族中心のリベリア国軍(AFL)をギオ族とマノ族が住むニンバ郡に派兵し、ギオ族とマノ族を攻撃し、600人から1500人を虐殺する。ドーはこの反乱に加担したとしてシエラレオネとコートジボワールを非難し、シエラレオネとは1987年まで外交関係を停止するほど関係が悪化した。

### 第一次内戦
1989年12月24日、閣僚経験者のチャールズ・テーラー率いる反政府組織「リベリア国民愛国戦線（NPFL）」がニンバ郡で蜂起して内戦が勃発した。互いに無差別殺人を繰り広げる中、戦局はNPFL側有利なものとなり、1990年6月までに国土の4分の3を掌握するに至る。在留外国人の国外退去が進められる中、ECOWASが内戦に介入することとなり、アメリカ合衆国も調停に向けて積極的に動いた。しかし関係者の足並みが揃わない中、戦火は首都に及び、9月9日から10日、NPFLから分裂したプリンス・ジョンソン率いるリベリア独立国民愛国戦線（INPFL）の派閥がドウ大統領を捕らえ拷問の末にドウを処刑。ドウ政権は崩壊し、ECOWASの多国籍軍ECOMOGに擁立されたエーモス・ソーヤーが暫定政権（国民統一暫定政府; IGNU）を立て、以後首都周辺をECOMOGが、それ以外の地域はNPFLが支配しつつ、ゲリラ勢力が次々と台頭し、1995年までの間にECOWASの仲介下で13の和平協定が結ばれるも、いずれも履行されることはなかった。
1991年には隣接国にも内戦の影響が及ぶようになった。革命統一戦線（RUF）を名乗るNPFL系の武装集団がシエラレオネに侵入して住民を殺害する事件を起こし、以降国境地帯が戦場と化した。また、ドー政権期の亡命者組織がテーラー打倒を掲げてリベリア民主統一解放運動（ULIMO）を結成、AFL、NPFL、INPFLに次ぐ第4の武装勢力として急速に台頭するようになった。NPFLやECOMOGと交戦するULIMOは1993年にクラン系の政治派とマンディンゴ系の軍事派に分裂し、政治派が自然消滅した1994年には軍事派がさらにアルハジ・クロマー率いるクロマー派（ULIMO-K）とルーズベルト・ジョンソン率いるジョンソン派（ULIMO-J）に分裂した。
1992年11月、国際連合もリベリア内戦に介入するようになり、リベリアへの武器輸出を禁じる決議が採択されている。武装集団が淘汰される中、1993年7月、IGNU、NPFL、ULIMOの三者がECOMOGと国連（UNOMIL）による停戦監視やリベリア国民暫定政府（LNTG）の設立などで合意し、1994年から1995年にかけてAFLなどの主要武装勢力とも合意に達し、1996年8月にはECOWAS間で紛争解決に向けたアブジャII合意が締結され、選挙日程が決められるなどしている。その後、1996年11月から1997年2月にかけてECOMOGやUNOMILの監視下で武装勢力の武装解除が進み、7月の大統領選挙でテーラーが当選し、リベリア内戦は一旦終結する。内戦により6万人から8万人が死亡、190万人が国内避難民もしくは難民となった。

### 第二次内戦と国連展開
1997年の選挙で成立したテーラー政権はUNOMILの撤退（1997年）やECOMOGの撤退（1999年）など国際社会の介入が弱まる中で安定化することはなく、早くも1998年にはULIMO-Jと親テーラー派の軍が交戦している。1999年4月にはギニアに支援された武装勢力がリベリア国内で政府軍と戦闘し、やがて本格的な内戦へと発展していくことになる。この武装勢力は2000年2月にリベリア和解・民主連合（LURD）を結成し、2003年4月にはコートジボワールの支援を受けつつLURDから分離する形でリベリア民主運動（MODEL）が結成され、親テーラー派の軍はこれら反政府勢力と戦火を交えるようになる。
再び国際社会が介入することとなり、国連安全保障理事会は2001年3月、リベリアへの武器禁輸やリベリアのダイヤモンド輸出禁止などを定めた決議1343を採択した。2003年6月17日にECOWASの仲介で停戦合意が成立するも、戦闘が再開される。国連安全保障理事会では8月1日に決議1497が採択され、多国籍軍や国連PKOの設置が承認されている。当時アフガニスタンやイラクにも介入していたアメリカ合衆国はこの内戦への介入に消極的であったが、7月にブッシュ大統領がアフリカを訪問した際の派兵要請や国際社会の呼びかけに応じ、8月14日に2300人規模の軍隊を派遣している。
テーラーは8月のうちにナイジェリアに亡命し、副大統領のモーゼス・ブラが後任者となると、リベリア政府と反政府勢力との間で包括和平合意に達した。合意に基づき、10月に1万5000人規模の国際連合リベリア・ミッション (UNMIL) の軍事展開が始まり、ジュデ・ブライアント議長による暫定政府が発足した。内戦では約5万人が死亡したとされる。

## 内戦後（2003年-）

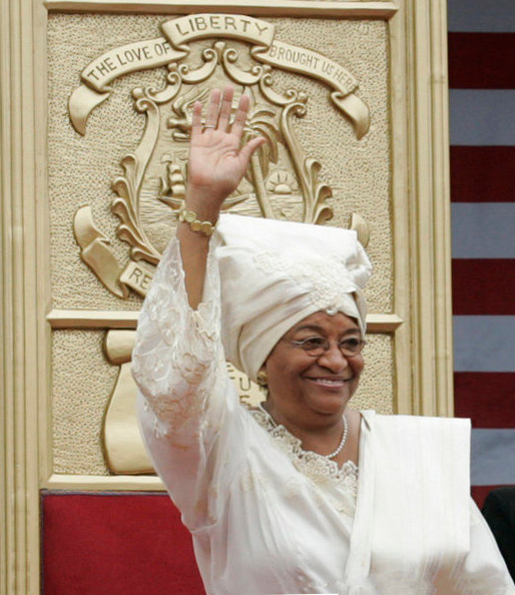
選挙によって選出されたアフリカ初の女性大統領、エレン・ジョンソン・サーリーフ。

2005年10月、暫定統治下において総選挙が行われ、11月8日に決選投票が実施された大統領選挙では、11月23日の最終開票結果で、国連開発計画の元アフリカ局長エレン・ジョンソン・サーリーフが、対立候補のジョージ・ウェアを破り、選挙によるアフリカ初の女性大統領となった。
2014年3月以降、ギニアで流行し始めたエボラ出血熱がリベリアに波及し、感染拡大を受けて政府は8月に緊急事態を宣言した上で、3か月間移動と行動を制限した。その後、2015年5月に終息宣言が出されるも、新たに感染者が確認されたことで9月と2016年1月に改めて終息が宣言されている。2016年2月末までに1万675人が感染、4809人が死亡したほか、それまで10%前後で推移していた経済成長率は0.5%にまで低下する被害が出た。
2018年、直近の大統領選挙で当選したジョージ・ウェアの大統領就任式が行われ、リベリアで初めて民主的に選ばれた大統領間の政権交代が実現した。同年、UNMILの撤退が完了し、2023年に撤退後初の大統領選挙が行われたが、当選したジョセフ・ボアカイへの政権交代も平和裡に終わった。新型コロナウイルス感染症の流行で再び経済は低迷したものの、2021年以降は回復傾向にある。